# Joseph Reuß
Joseph Reuß (* 23. Mai 1904 in Eichenbühl; † 4. Februar 1986 in Würzburg) war ein deutscher katholischer Theologe (Neutestamentler).

## Leben
Er studierte von 1923 bis 1924 u. a. in Innsbruck, wo er 1926 in Philosophie und 1932 in Theologie promovierte. Am 17. März 1929 erhielt er die Priesterweihe. Am 29. Februar 1938 wurde er bei Karl Staab in Würzburg habilitiert und nahm den Lehrstuhl für neutestamentliche Exegese an der PTH Regensburg an. Am 1. Oktober 1964 erhielt er einen Ruf an die Katholisch-Theologische Fakultät der Universität Würzburg auf den Lehrstuhl für biblische Einleitung und biblische Hilfswissenschaften am Institut für Biblische Theologie in Würzburg, den er bis zu seiner Emeritierung 1972 innehatte.
Er war Mitglied der katholischen Studentenverbindungen KDStV Markomannia Würzburg (seit 1923) und KDStV Rupertia Regensburg im CV.

## Schriften (Auswahl)
- Matthäus-, Markus- und Johannes-Katenen. Nach den handschriftlichen Quellen untersucht. Münster 1941, OCLC 181430268.
- Matthäus-Kommentare aus der griechischen Kirche. Berlin 1957, OCLC 851244914.
- Der zweite Brief an Timotheus. Düsseldorf 1982, ISBN 3-491-77116-1.
- Der Brief an Titus. Düsseldorf 1984, ISBN 3-491-77117-X.